# Robin Gosens
Robin Gosens (Emmerich am Rhein, 1994. július 5. –) német labdarúgó, a Fiorentina játékosa, kölcsönben az Union Berlintől.

## Pályafutása

### Klubcsapatokban
2000-ben kezdett megismerkedni a labdarúgás alapjaival a német Fortuna Elten csapatában, majd innen a Bocholt és a VfL Rhede korosztályos csapataiban szerepelt. 2012. július 4-én csatlakozott a holland SBV Vitesse akadémiájához. Nem sokkal később sikertelen próbajátékon vett részt a Borussia Dortmund csapatánál. 2013. augusztus 13-án aláírta első profi szerződését a Vitesse csapatával. 2014 januárjában több játéklehetőség érdekében kölcsönbe került a Dordrecht csapatába. Január 17-én debütált az SBV Excelsior elleni másodosztályú bajnoki mérkőzésen. Február 7-én megszerezte a első gólját a bajnokságban az FC Emmen ellen 6–1-re megnyert találkozón. A szezon végén a bajnokság második helyén végeztek, ezzel 19 év után a klub visszajutott az élvonalba. 2014. május 29-én a kölcsönszerződését egy évvel megújították. Augusztus 9-én mutatkozott be az első osztályban a Heerenveen ellen. Szeptember 20-án az Eredivisie első gólját is megszerezte saját maga számára a az SBV Excelsior elleni1–1-s döntetlent hozó mérkőzésen.
2015. június 4-én bejelentették, hogy ingyen távozik a Heracles Almelo együttesébe. Augusztus 8-án mutatkozott be új klubjában a NEC Nijmegen ellen. 2016. március 13-án első gólját is megszerezte a Heracles csapatában az SC Cambuur ellen. 2017. június 2-án jelentették be, hogy csatlakozik az olasz Atalanta csapatához. Augusztus 20-án lépett először tétmérkőzésen pályára, az AS Roma csapata ellen a bajnokságban. Szeptember 18-án debütált a horvát Dinamo Zagreb elleni UEFA-bajnokok ligája csoportkör mérkőzésen a sorozatban.
2022. január 27-én félévre kölcsönbe került az Internazionale csapatához, bizonyos feltételek teljesülése esettén vásárlási kötelezettséggel. Március 1-jén az AC Milan elleni kupamérkőzésen mutatkozott be csereként. Négy nappal később a bajnokságban is debütált az 5–0-ra megnyert mérkőzésen a Salernitana ellen.

### A válogatottban
Apja holland, míg anyja német, ezért mind a két ország útlevelével rendelkezik. 2020. augusztus 25-én Joachim Löw meghívta a német labdarúgó-válogatott keretébe, amely a szeptember 3-i Spanyolország és a szeptember 6-i Svájc elleni Nemzetek Ligája mérkőzésekre készül. A spanyolok ellen be is mutatkozott, gólpasszal. 2021. május 19-én bekerült a 2020-as labdarúgó-Európa-bajnokságra utazó 26 fős német keretbe. Június 7-én Lettország elleni 7–1-re megnyert felkészülési mérkőzésen megszerezte első válogatott gólját. Június 19-én megszerezte második válogatott gólját a Portugália elleni Európa-bajnokság csoportkörének második fordulójában, melyet 4–2-re nyertek meg.

## Statisztika

### Klub
2021. május 23-i állapot szerint.
| Klub            | Szezon   | Bajnokság      | Bajnokság | Bajnokság | Kupa     | Kupa  | UEFA     | UEFA  | Egyéb    | Egyéb | Összesen | Összesen |
| Klub            | Szezon   | Bajnokság      | Mérkőzés  | Gólok     | Mérkőzés | Gólok | Mérkőzés | Gólok | Mérkőzés | Gólok | Mérkőzés | Gólok    |
| --------------- | -------- | -------------- | --------- | --------- | -------- | ----- | -------- | ----- | -------- | ----- | -------- | -------- |
| Dordrecht       | 2013–14  | Eerste Divisie | 16        | 1         | 0        | 0     | –        | –     | 4        | 0     | 20       | 1        |
| Dordrecht       | 2014–15  | Eredivisie     | 31        | 2         | 2        | 0     | –        | –     | –        | –     | 33       | 2        |
| Dordrecht       | Összesen | Összesen       | 47        | 3         | 2        | 0     | –        | –     | 4        | 0     | 53       | 3        |
| Heracles Almelo | 2015–16  | Eredivisie     | 32        | 2         | 3        | 1     | –        | –     | 3        | 0     | 38       | 3        |
| Heracles Almelo | 2016–17  | Eredivisie     | 28        | 2         | 2        | 0     | 2        | 0     | –        | –     | 32       | 2        |
| Heracles Almelo | Összesen | Összesen       | 60        | 4         | 5        | 1     | 2        | 0     | 3        | 0     | 70       | 5        |
| Atalanta        | 2017–18  | Serie A        | 21        | 1         | 2        | 0     | 3        | 1     | –        | –     | 26       | 2        |
| Atalanta        | 2018–19  | Serie A        | 28        | 3         | 3        | 0     | 5        | 0     | –        | –     | 36       | 3        |
| Atalanta        | 2019–20  | Serie A        | 34        | 9         | 1        | 0     | 8        | 1     | –        | –     | 43       | 10       |
| Atalanta        | 2020–21  | Serie A        | 32        | 11        | 5        | 0     | 7        | 1     | –        | –     | 44       | 12       |
| Atalanta        | Összesen | Összesen       | 115       | 24        | 11       | 0     | 23       | 3     | –        | –     | 149      | 27       |
| Összesen        | Összesen | Összesen       | 222       | 31        | 18       | 1     | 25       | 3     | 7        | 0     | 272      | 35       |

### Válogatott
2021. június 19-i állapot szerint.
| Németország | Németország | Németország |
| Év          | Mérk.       | Gólok       |
| ----------- | ----------- | ----------- |
| 2020        | 4           | 0           |
| 2021        | 5           | 2           |
| Összesen    | 9           | 2           |

### Válogatott góljai
| # | Időpont          | Helyszín                                    | Ellenfél   | Gólok | Eredmény | Kiírás                             |
| - | ---------------- | ------------------------------------------- | ---------- | ----- | -------- | ---------------------------------- |
| 1 | 2021. június 7.  | Merkur Spiel-Arena, Düsseldorf, Németország | Lettország | 1–0   | 7–1      | Barátságos mérkőzés                |
| 2 | 2021. június 19. | Allianz Arena, München, Németország         | Portugália | 4–1   | 4–2      | 2020-as labdarúgó-Európa-bajnokság |

## Sikerei, díjai

### Klub
- Internazionale
  - Olasz kupa: 2021–22
  - Olasz szuperkupa: 2022

### Egyéni
- Serie A – Az Év csapatának tagja: 2019–20